# USS Ashland (LSD-48)
Pour les autres navires du même nom, voir USS Ashland.
L’USS Ashland (LSD-48) est un navire TCD de classe Whidbey Island de l’US Navy mis en service en 1992. Son port d'attache est à Sasebo au Japon.

## Historique
Second navire de la marine américaine à être nommé Ashland, d'après le nom de la propriété d'Henry Clay (1777-1852), (en), propriété qui est désormais un National Historic Landmark américain.
Il a été mis sur cale le 4 avril 1988, lancé le 11 novembre 1989 et entra en service le 9 mai 1992.
Le 20 août 2005, l'USS Ashland et l'USS Kearsarge furent la cible d'une attaque terroriste par le tir de trois roquettes Katioucha dans le port d'Aqaba en Jordanie. Les vaisseaux ne furent pas atteints mais un soldat jordanien fut tué et un autre blessé lorsque les roquettes frappèrent les quais environnants. L'attaque fut revendiquée par les brigades Abdullah Azzam.
D'après l'association britannique Reprieve, l'USS Ashland ainsi que l’USS Bataan et l’USS Peleliu sont devenus des prisons offshore de la Navy.
Le 10 avril 2010, 7 pirates embarqués sur un skiff tirent en direction de l'USS Ashland. Celui-ci répond avec un canon Mk38 de 25 mm et coule l'embarcation des pirates. L'USS Ashland n'est pas endommagé par cette attaque et aucun membre de l'équipage n'est blessé. 6 pirates survivent à la riposte du navire américain et sont récupérés par celui-ci.
En novembre 2013, l'USS Ashland et l'USS Germantown sont déployés pour porter assistance aux Philippines à la suite du passage du typhon Haiyan. Il est dépêché par la FEMA en août 2015 à Saipan après le passage du typhon Soudelor.

## Sources
- (en) Cet article est partiellement ou en totalité issu de l’article de Wikipédia en anglais intitulé « USS Ashland » (voir la liste des auteurs).
- (en)  Cet article contient du texte publié par le Dictionary of American Naval Fighting Ships dont le contenu se trouve dans le domaine public.